# 南京吴敬梓纪念馆
南京吴敬梓纪念馆，即南京吴敬梓故居秦淮水亭，是吴敬梓移家南京后购置的寓所，位于南京市秦淮区的青溪与秦淮河汇流处的淮清桥附近的东关头路25号。
此处据称位于南朝文人江总的宅第遗址附近。到宋代，则为段缝居所以及马光祖的青溪园，“当时号小西湖”。明代为尚书顾璘的息园。

雍正十一年（1733年）癸丑二月，三十三岁的吴敬梓（1701－1754）举家离开故乡全椒，移家南京，购置秦淮水亭作为寓所，生活20余年，在此创作了长篇小说《儒林外史》，作品中的主要场景也设置在他居住的南京，充分展示南京的地域文化特色。
1997年秦淮区政府复建吴敬梓纪念馆秦淮水亭时，选址于桃叶渡8号，对外开放。吴敬梓研究专家、南京师范大学文学院教授陈美林应邀撰写石碑《秦淮水亭重建记》，以《寓居秦淮》、《绝意士途》、《绕城暖足》、《愤世著书》为题概括了吴敬梓移家之后的生活。这处故居后变身茶馆、包子铺，2015年4月搬迁到隔秦淮河文正桥相望的东关头路25号新址对外开放，新老两处吴敬梓故居相距200米左右。 纪念馆内布局与展陈均围绕吴敬梓与《儒林外史》创作。2018年初，吴敬梓纪念馆正式免费对市民及游客开放。 门联“儒冠不保千金产，稗说长传一部书”是康有为女弟子萧娴的手笔。
吴敬梓纪念馆自2021年5月19日闭馆修缮、布展，2021年9月22日重新开放，由秦淮河研究院主办的“吴敬梓与他的时代——明清儒林意趣”展览启幕。展览分为风、花、雪、月四个分主题，通过社会流行风尚、儒林士子居住的社会及家庭环境，考察即将解体前十八世纪的儒林秩序。